# Fumarola hidrotermal

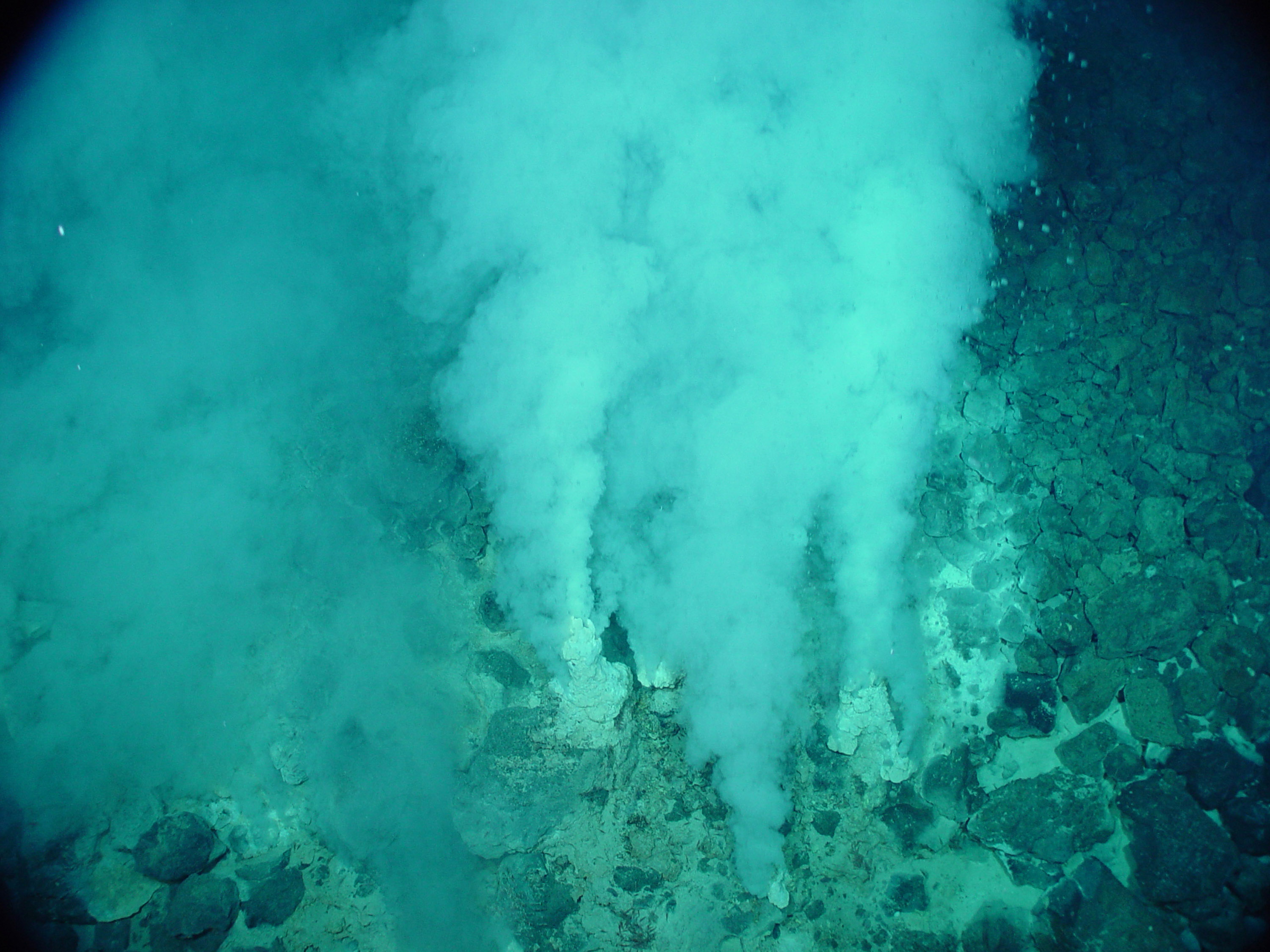
Fumaroles hidrotermals prop de les illes Marianes

Una fumarola hidrotermal és una fissura en la superfície de la Terra per on surt aigua escalfada geotèrmicament. Les fumaroles hidrotermals normalment són prop de llocs actius volcànicament, zones on les plaques tectòniques es mouen, conques oceàniques i punts calents. Les fumaroles hidrotermals són comunes localment perquè la Terra és geològicament activa i, a més, té gran quantitat d'aigua a la superfície i dins l'escorça. La fumarola hidrotermal comprèn fonts calentes, fumaroles i guèisers. Sota el mar, poden formar xemeneies mineralitzants. Les zones amb fumaroles hidrotermals són més productives biològicament que la resta del mar que l'envolta; sovint hostatja comunitats complexes alimentades per les substàncies químiques dissoltes. Els bacteris i els arqueus quimiosintètics (que no fan la fotosíntesi) en formen la base de la cadena tròfica i hi ha diversos organismes com ara cucs tubulars gegants, cloïsses, pagellides i crustacis. S'especula que hi ha fumaroles hidrotermals al satèl·lit de Júpiter Europa i potser havien existit a Mart.

## Galeria

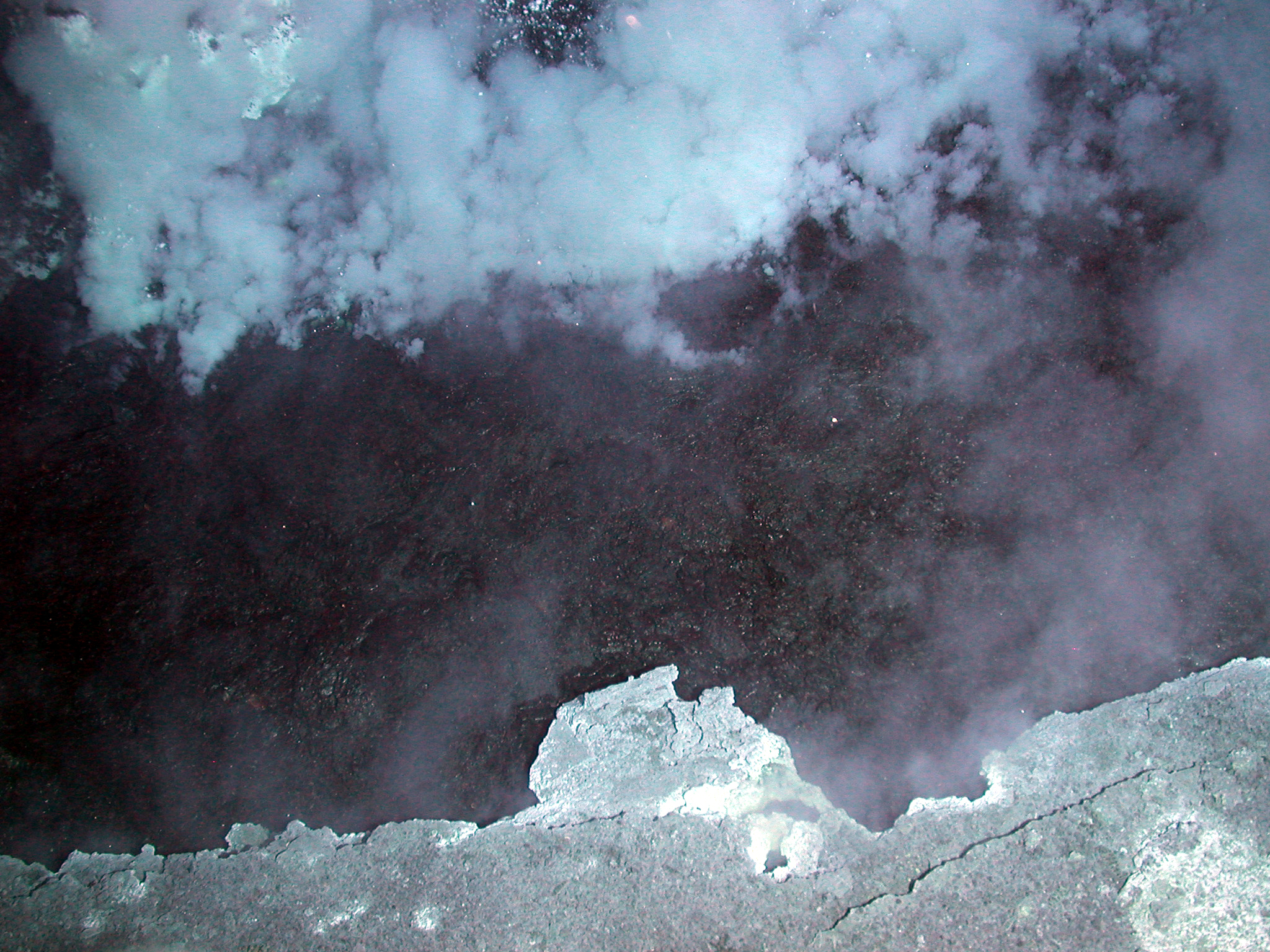
En aquesta fumarola hidrotermal de les illes Marianes s'han mesurat temperatures de 187 °C
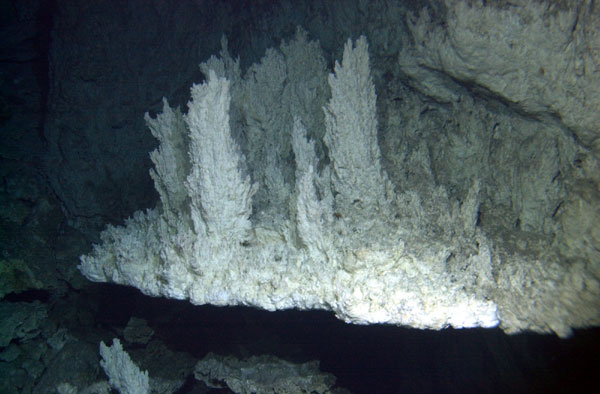
Lost City a l'Atlàntic nord.
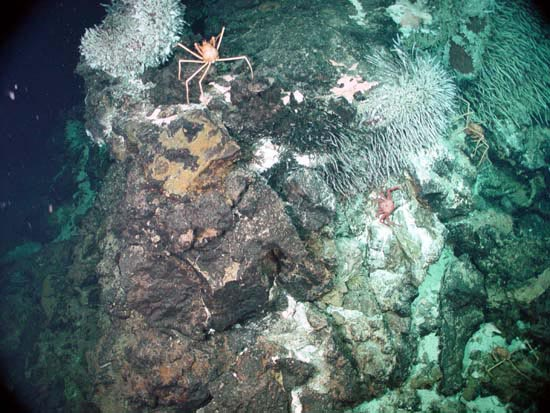
Zooarium chimney al Pacífic prop de l'illa Vancouver al Canadà
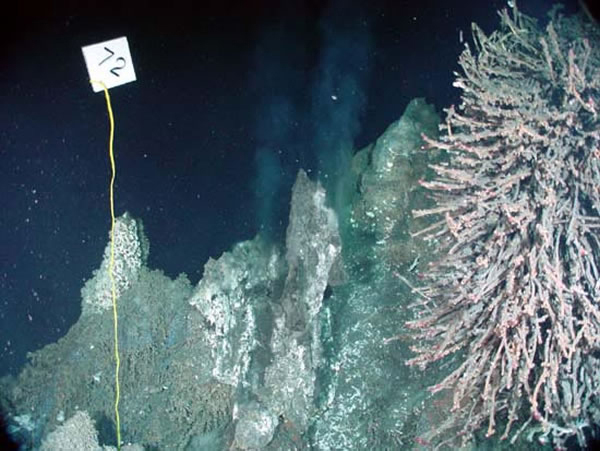
Xemeneia mineralitzant a Magic Mountain al Canadà amb temperatures de més de 300 °C
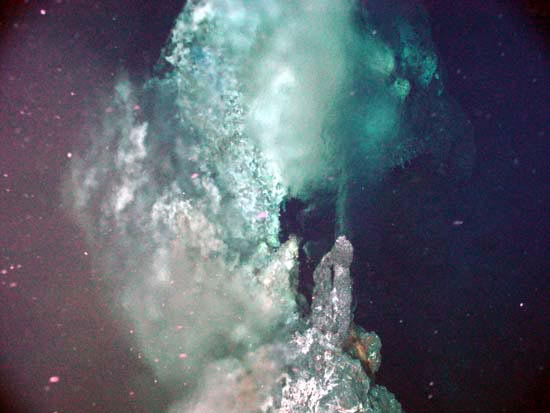
Magic Mountain, Canadà.
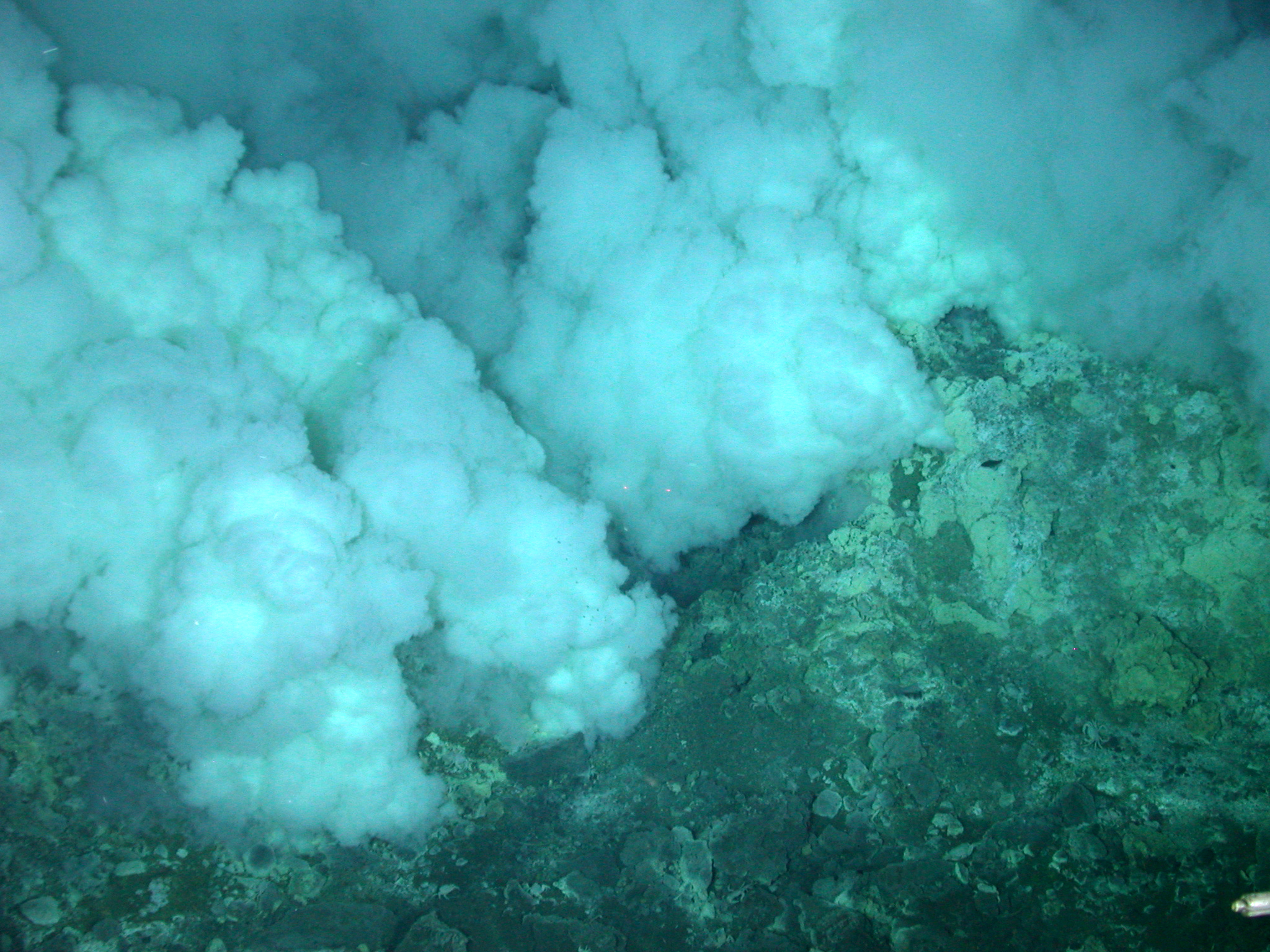
Caldera Nikko
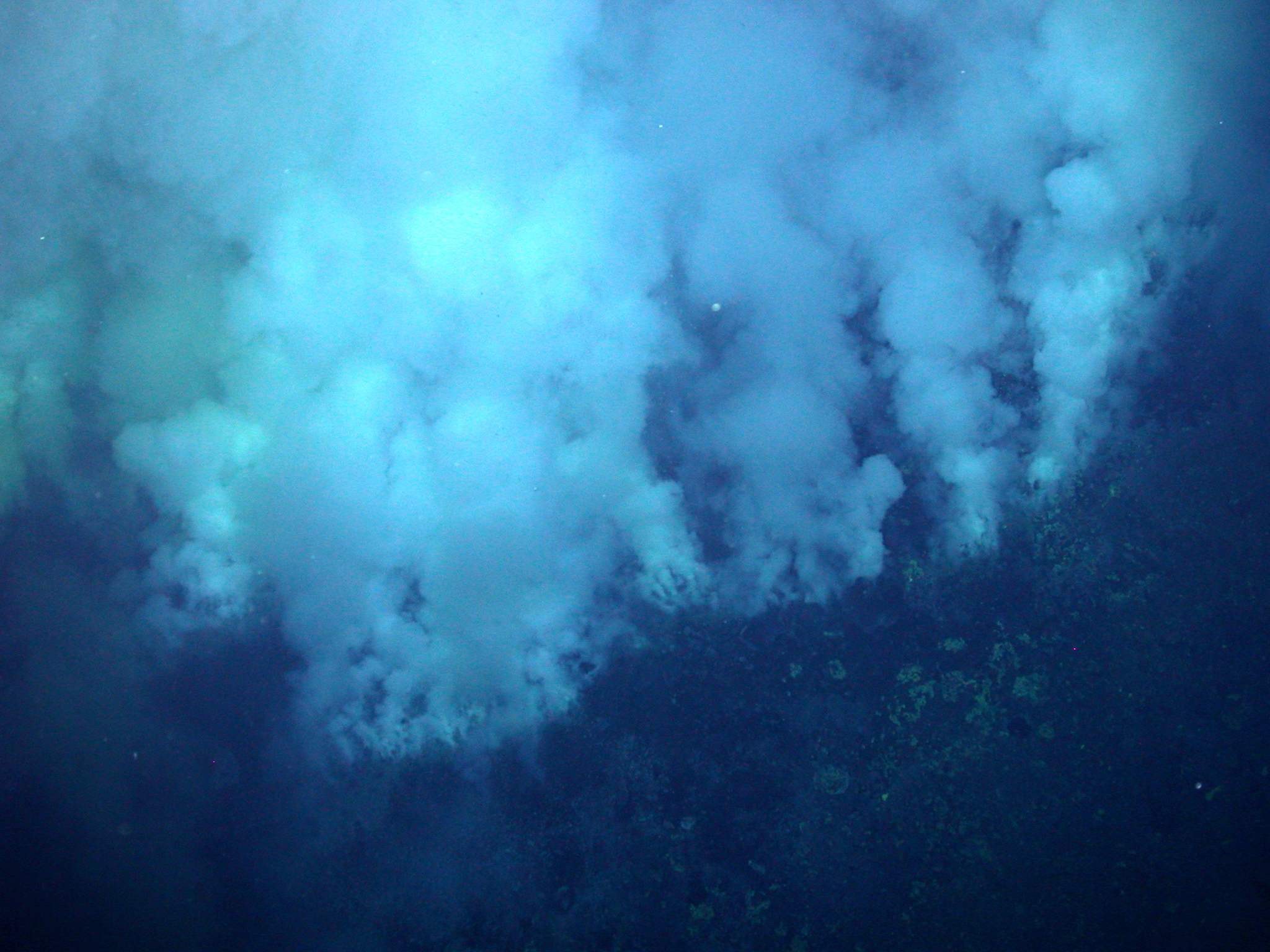
Volcà Rota amb sulfurs i altres minerals
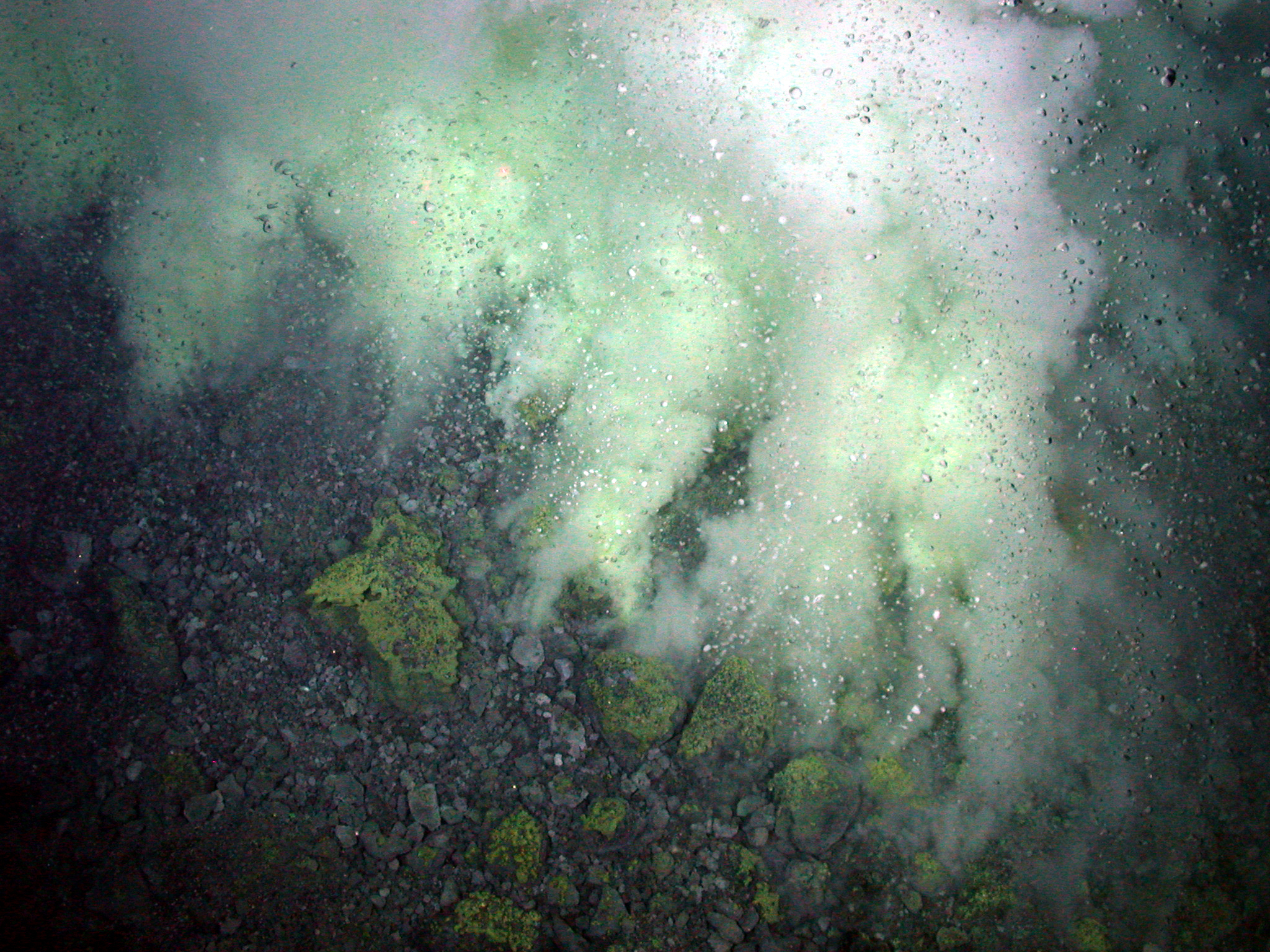
Brimstone Pit al volcà Rota amb trossos de sulfur
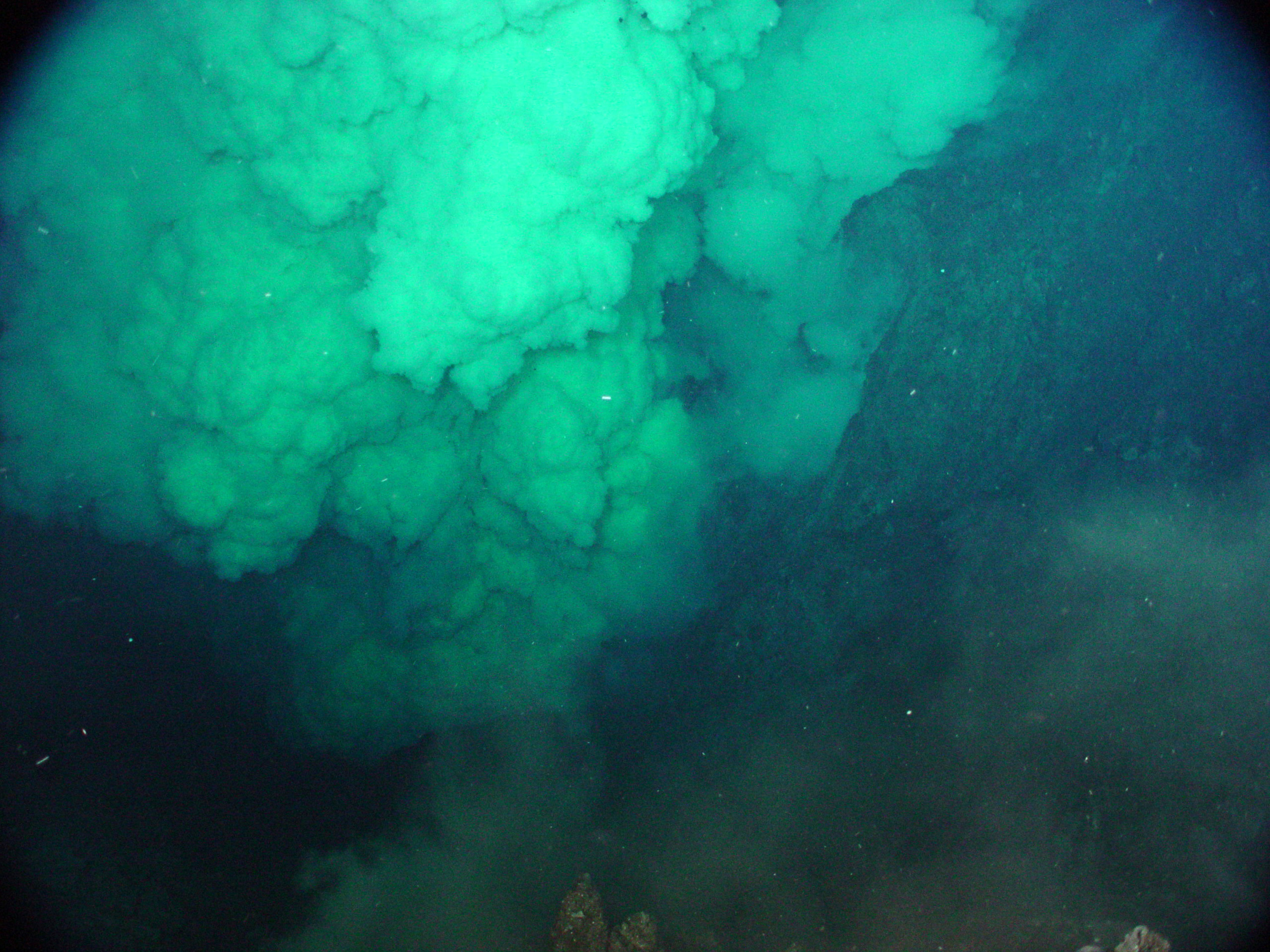
Volcà Rota
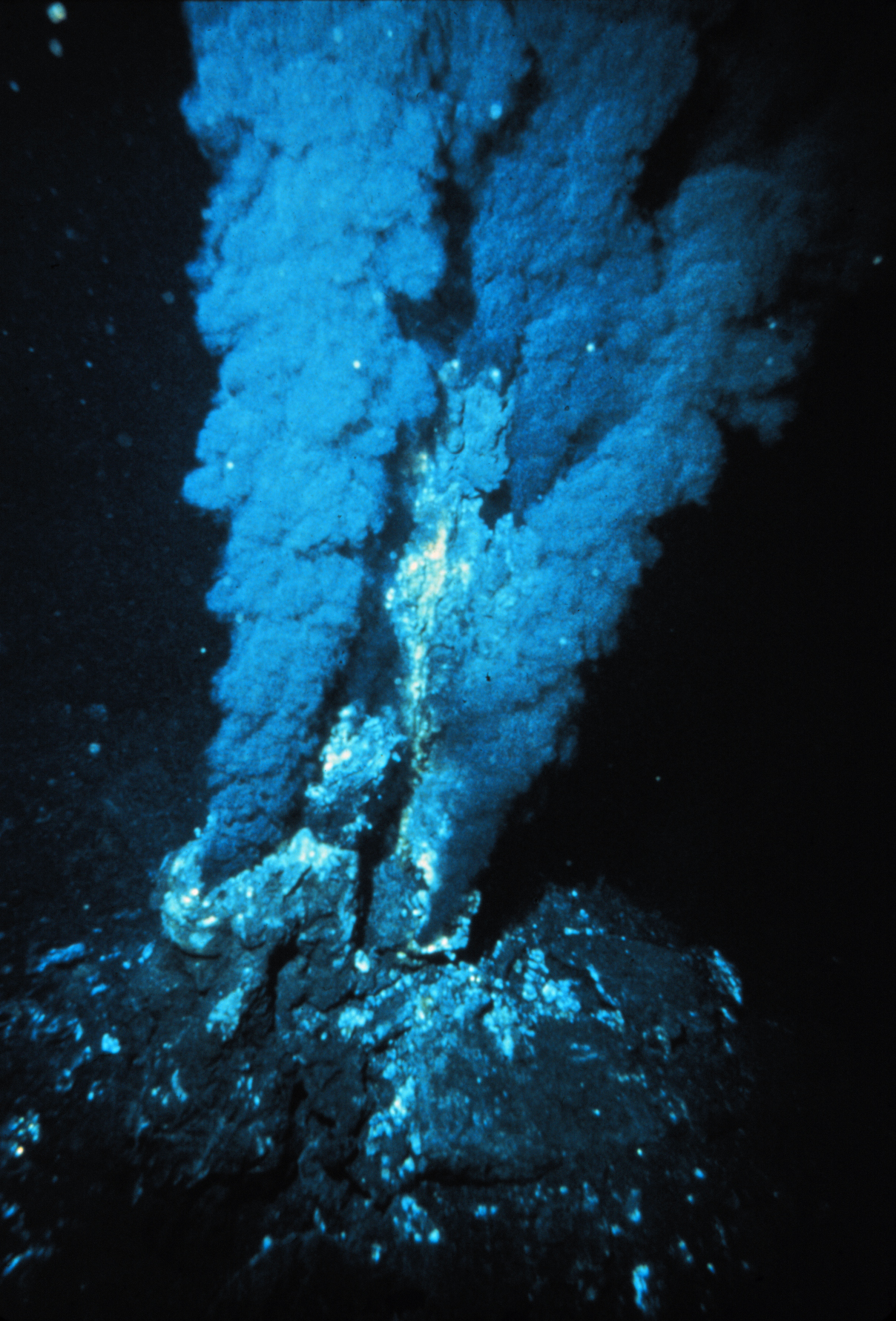
Xemeneia mineralitzant de l'Atlàntic
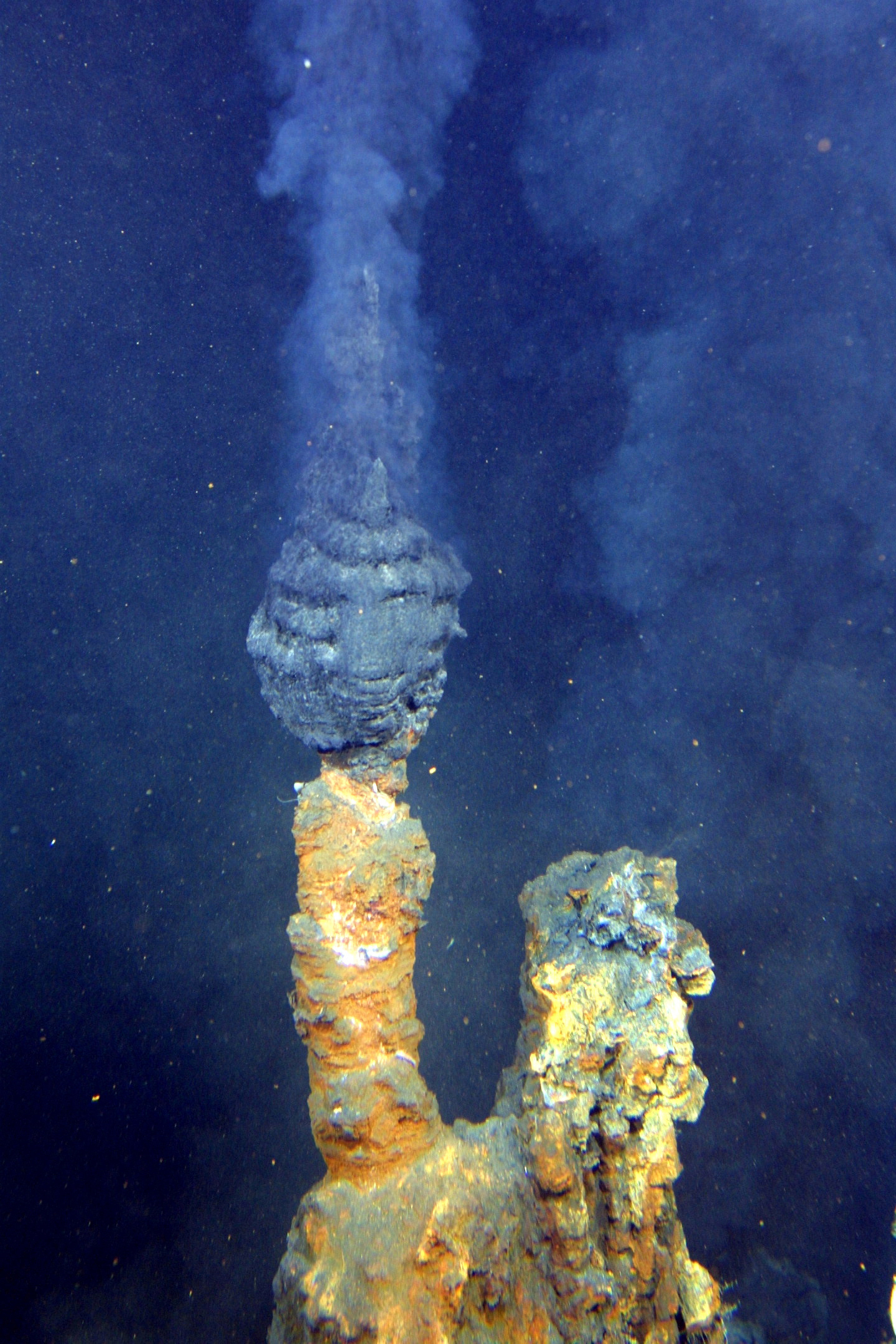
Xemeneia mineralitzant (The Brothers)
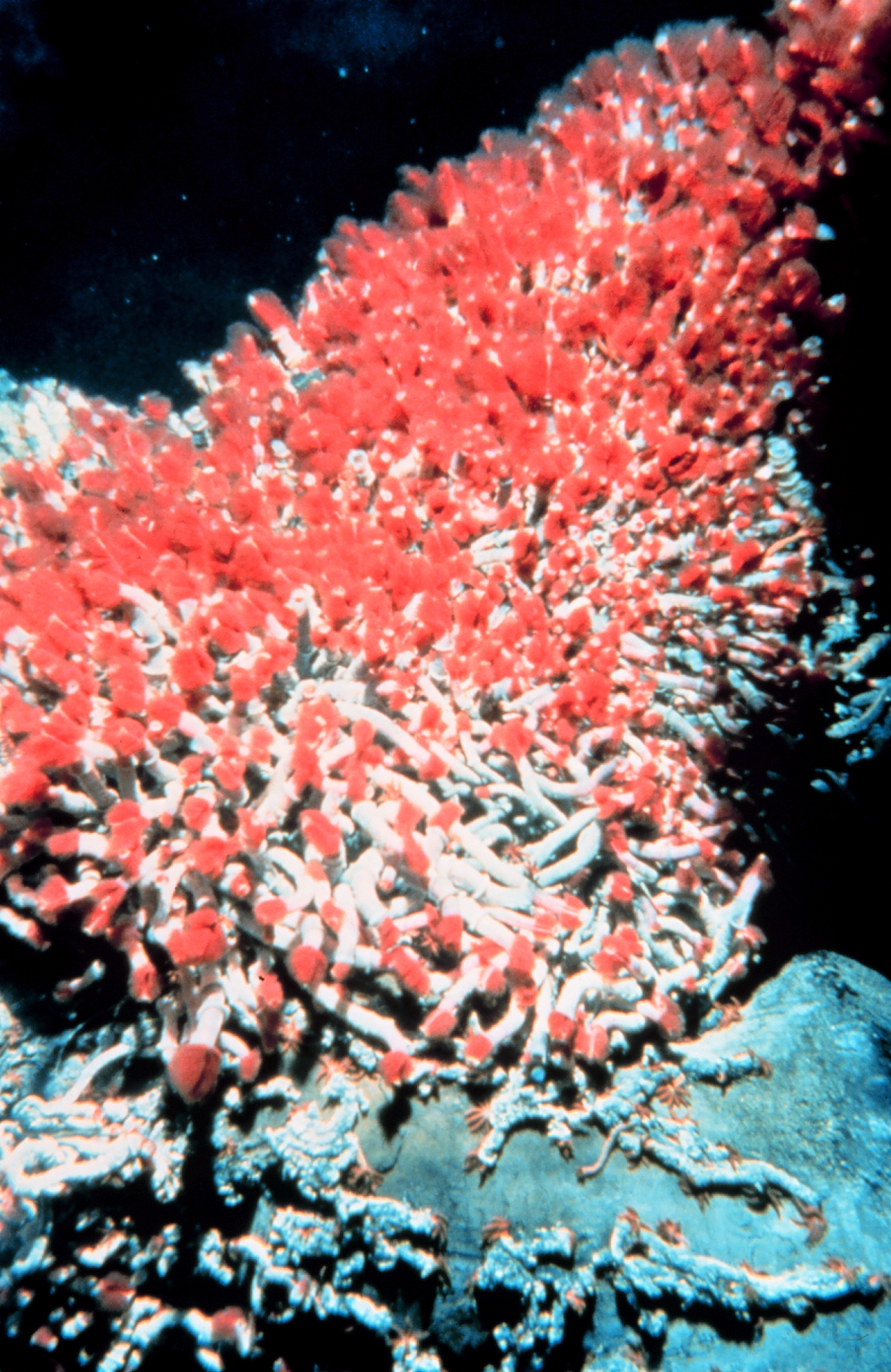
Cucs tubulars Siboglinidae en una xemeneia mineralitzant